# レア・シルウィア

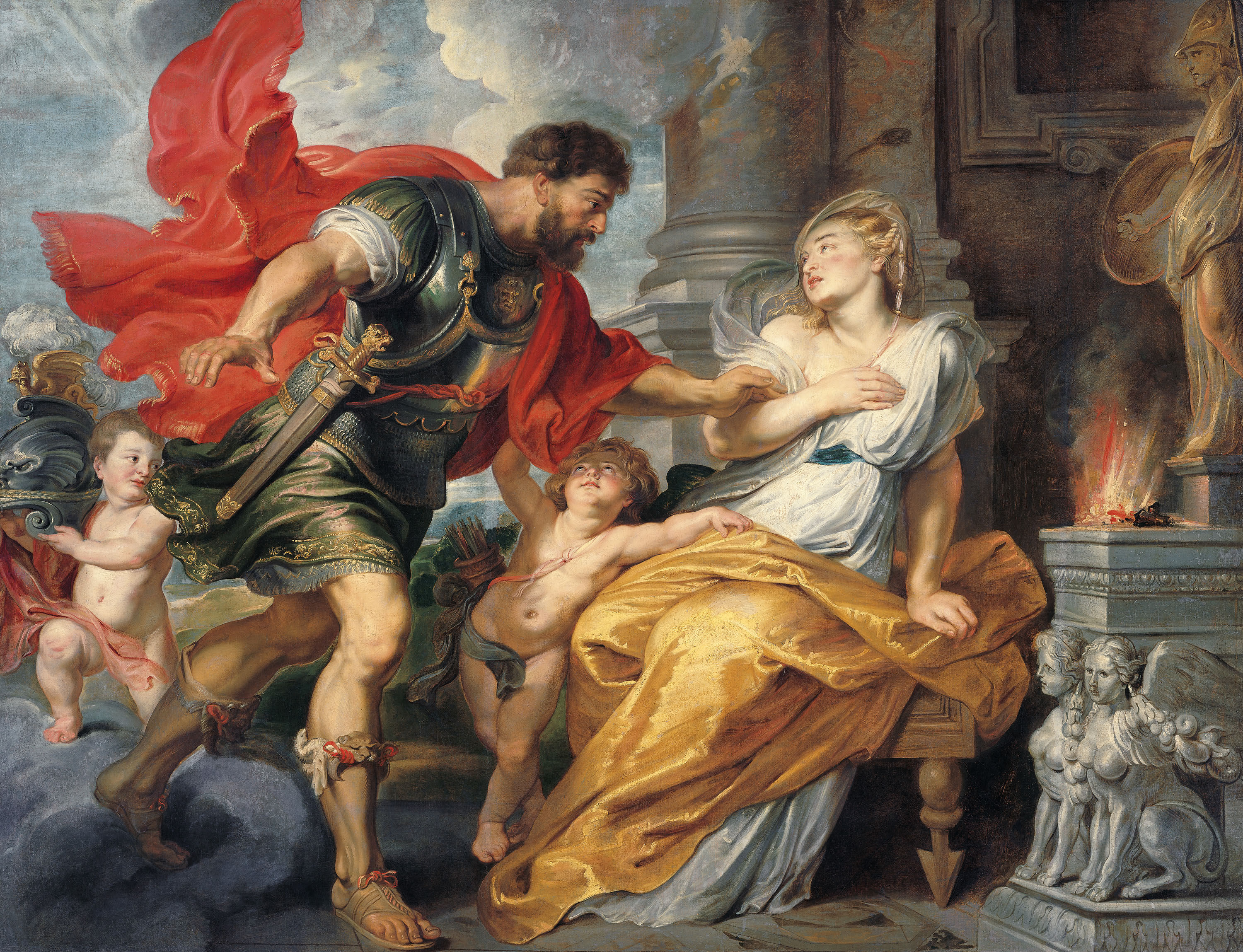
マルスとレア・シルウィア

レア・シルウィア（Rhea Silvia）は、古代ローマの建国伝説に登場する女性で、ローマの建設者ロームルスとレムスの母。イリア (Ilia) とも呼ばれる。

## 名前
レア・シルウィアは初期の伝承ではイリアと呼ばれていた。これはイリオスの娘を意味し、初期の伝承ではロームルスの母はアイネイアースの娘とされていた。
その後、ギリシア世界との接触からローマの建設とアイネイアースの時代との隔たりが知られるようになると、イリアはアルバ・ロンガのヌミトルの娘とされるように伝承は変化した。この変化によってイリアの元の意味は失われ、レア・シルウィアと呼ばれることが多くなった。それでも詩人などの間ではイリアの名前は使われつづけた。
レア・シルウィアの名のうち「シルウィア」は森林との関係が指摘されている。アイネイアースの息子アスカニウスによって築かれたアルバ・ロンガではアスカニウスの次の王であるシルウィウス以降、王達は「シルウィウス」を姓として名乗ったとされていて、アルバの王族であるレア・シルウィアにもこの名が加えられている。

## 伝承

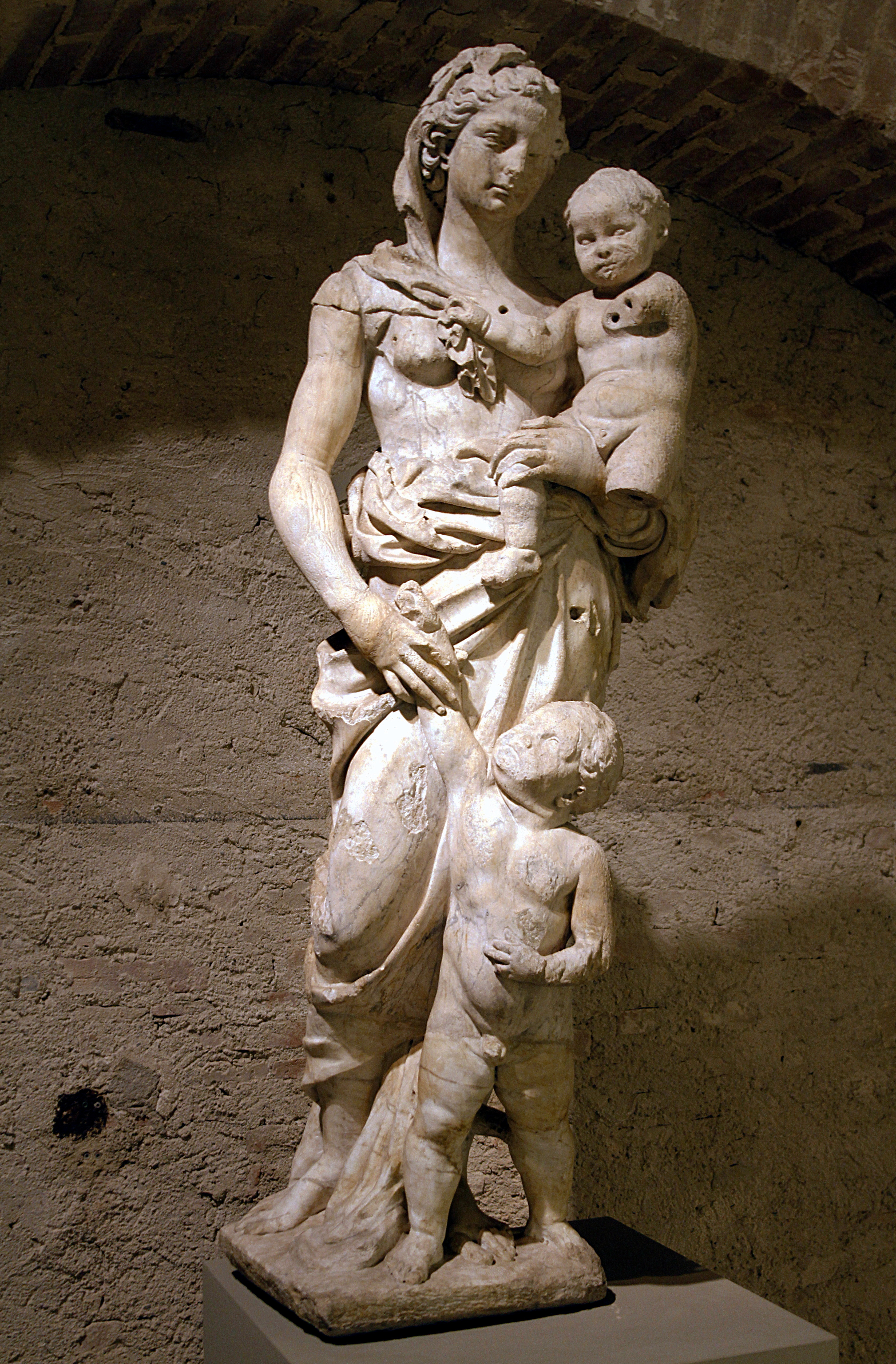
レア・シルウィアの像

よく知られた伝承ではレア・シルウィアはアルバ・ロンガの王族ヌミトルの娘とされている。ヌミトルは父王プロカの死後、継承するはずの王位を弟アムリウスにより簒奪され、レア・シルウィアの兄弟である男子を殺害される。ヌミトルの子孫による王位の奪回を恐れたアムリウスはレア・シルウィアを処女が義務付けられたウェスタの巫女として、レア・シルウィアから子供が生まれないようにした。
しかしレア・シルウィアはのちに処女の掟を破り懐妊する。このときは巫女になってから4年目であったという。相手はローマの神マールスであるとする伝承が一般的で、それによれば務めの水汲みの際にレア・シルウィアを眠気が襲い、彼女が眠っている間にマルスは交わったという。ティトゥス・リウィウスなどではレア・シルウィアが実際にそう信じたかそれとも罪への弁明のためか相手がマルスであると証言したとしている。この他アムリウスがマルスを装い交わったとする説もある。
レア・シルウィアの懐妊は初めは隠されたが、ウェスタの巫女の儀式を長く休んでいるところからアムリウスに疑われ、ついには発覚してしまう。その後出産までの間レア・シルウィアは監視のなかに置かれた。
レア・シルウィアは双子を出産するがこの赤子は間もなくアムリウスによってティベリス川に流された。レア・シルウィア自身はアムリウスの娘アントの父への嘆願によって助命され、投獄された。
出産後のレア・シルウィアについては投獄されたほかに、出産後ティベリス川に投げ込まれ殺されたとするものもある。しかしこのときティベリス川の川の神であるティベリヌスによって救われ、その妻になったという。
川に流された双子は雌オオカミの乳を飲み生き延び、ファウストゥルスに拾われロームルスとレムスと名付けられた。この二人が成長して祖父ヌミトルと協力してアムリウスを打倒したのち、レア・シルウィアは救い出され手厚く遇されたという。他に投獄されている間に獄死したとするものもある。

## 影響
小惑星(87)シルヴィアとしてその名が付けられている。この小惑星の衛星にはレア・シルウィアの双子の息子ロームルスとレムスの名が付けられている。また、小惑星(4)ベスタの最大のクレーターにはレアシルヴィアと命名されている。